# Affären Ramel
Affären Ramel var en TV-serie av Povel Ramel som sändes i Sveriges Television 1986. Serien gick i repris 2016.
Affären Ramel var en djupdykning i Povel Ramels omfattande produktion på scen och i TV. Handlingen utspelade sig i en butik där man sålde saker med Povel-anknytning, till exempel kokosnötter, zebror, skrytvalser, lingonben och purjolök. Povel spelade butikens föreståndare och i affären arbetade expediterna Lotta Ramel, Johan Ulveson och Mikael Ramel. Serien byggde till stor del på arkivmaterial ur tidigare produktioner, bland annat inslag ur Knäppupp-revyerna. Den innehöll även flera nyinspelade sångnummer som till exempel En sömnig serenad, en låt som Povel skrev redan 1939 och som han framförde i Aftonbladets talangtävling Vi som vill opp. Här fanns även den kultförklarade rockvideon Nya Skrytvalsen.
Affären Ramel sändes i åtta delar och de olika avsnitten hade följande rubriker:
- Avsnitt 1: Diverse nyttjospån från då
- Avsnitt 2: Från Blöthan in i tältet
- Avsnitt 3: Ramel i rutan
- Avsnitt 4: Funny Boy-kunskap
- Avsnitt 5: Semestersångare på dang-jakt
- Avsnitt 6: Entusiaster med aviga flarn
- Avsnitt 7: AproPow Show
- Avsnitt 8: Expansionären

## Medverkande
- Povel Ramel
- Lotta Ramel
- Mikael Ramel
- Johan Ulveson
- Carl-Magnus Dellow

Gästroller:
- Inga Gill
- Benny Andersson
- Hugo Hagander
- Sanna Ekman
- Birgitta Andersson
- Sune Mangs
- Peter Dalle
- Stig Wallgren
- Rune Gustafsson
- Arne Domnérus
- Susanna Ramel